# Sinister 2
Sinister 2 è un film del 2015 diretto da Ciaran Foy.
Pellicola horror, sequel di Sinister, è stato realizzato dalla Blumhouse Productions, la casa di produzione di proprietà di Jason Blum, e sceneggiato da C. Robert Cargill e Scott Derrickson.

## Trama
Courtney, per scampare a un marito violento, porta via con sé i suoi due figli Dylan e Zach. I tre si trasferiscono così in una casetta rurale nella quale Dylan inizia a essere spaventato da inquietanti visioni.
Al contempo, il vice sceriffo già apparso nel primo film continua a trovare indizi sulle investigazioni dello scrittore Ellison Oswalt (protagonista del primo). I vari indizi che trova lo conducono nella casa rurale di Courtney, situata accanto a una chiesa dove in precedenza era stato compiuto un orrendo massacro (compiuto da un bambino sotto l’influenza di Bughuul).
Nel frattempo Dylan continua a essere costretto dalle anime dei bambini vittime di Bughuul alla visione di orrendi massacri compiuti dagli stessi per convincerlo a commetterlo anche lui, cosa che però infastidisce Zach poiché lui crede di essere più forte di Dylan.
L’ex vice sceriffo riceve quindi la chiamata di un collega del professor Jonas (apparso nel primo film e ora scomparso) e si reca da lui, raccomandando a Courtney di non cambiare casa (Bughuul infatti può farsi strada solo quando una famiglia ha abitato in una casa dov'è avvenuto il massacro e poi si è trasferita). Mentre l’ex vice sceriffo viene a conoscenza che lo scopo primario di Bughuul è quello di mangiare le anime dei bambini, Courtney viene rintracciata dal suo ex-marito che, con un mandato, la obbliga a trasferirsi nella sua casa e a portare i bambini con sé.
Prima del trasferimento però Dylan decide di non voler più vedere i video dei massacri e i bambini gli rivelano che il bambino scelto da Bughuul è Zach: Dylan era stato solo il mezzo per alimentare la rabbia di Zach verso la sua famiglia. Quindi è Zach che deve compiere il massacro e, una volta arrivati nella nuova casa, il bambino comincia a riprendere la sua famiglia con una cinepresa.
L’ex vice sceriffo riesce però ad arrivare in tempo, ma nota che Courtney non è più nella casa precedente e si dirige immediatamente nella nuova abitazione dove Zach ha già legato i suoi genitori e il fratello su delle croci nella campagna, pronto a dargli fuoco. Tuttavia, il bambino riesce a bruciare solo il corpo del padre poiché irrompe sulla scena l’ex vice sceriffo che riesce a salvare Courtney e Dylan per poi portarli in casa mentre Zach, armato di falce, è determinato a portare a termine il massacro. Mentre le anime dei bambini però danno vita a diversi Poltergeist, Zach ha in pugno la madre e il fratello finché l’ex vice sceriffo non rompe la cinepresa. Preoccupato per non poter filmare più niente, Zach si dirige in cantina dove i bambini lo avvertono della rabbia di Bughuul che, apparso sulla scena, afferra Zach e gli mangia l’anima mentre le fiamme divorano la casa. Ormai la maledizione è stata spezzata e l'ex sceriffo si appresta a fuggire con Courtney e Dylan.
Una volta giunto nella sua stanza del motel, l’ex vice sceriffo, mentre prepara le sue cose per scappare, vede comparire la radio del professor Jonas che si accende e un'inquietante “Lui vuole i bambini” seguito da una voce di bambina che lo chiama rimbombano nella stanza finché non compare davanti a lui lo stesso Bughuul.

## Produzione
Nel marzo 2013, venne annunciato da Scott Derrickson il seguito di Sinister e che lui non sarebbe tornato nei panni del regista, ma in quelli dello sceneggiatore. È stato girato a Chicago a partire dal 19 agosto 2014 e le riprese sono durate sei settimane.

## Distribuzione
Il primo trailer del film è stato postato il 9 aprile 2015, seguito da un red band trailer senza censure due mesi dopo. Il trailer italiano è stato inizialmente postato nella pagina Facebook del film il 1º agosto ed è stato postato su YouTube una settimana dopo. Il film è stato distribuito negli USA il 21 agosto 2015 dalla Gramercy Pictures ricevendo "R"-Rating, cioè vietato ai minori di 17 anni "per la violenza estrema, immagini sanguinose e disturbanti, e linguaggio", mentre in Italia è uscito il 3 settembre dello stesso anno con la classificazione di età VM14, distribuito dalla Koch Media e dalla Midnight Factory.